# Oleg Kwasza (muzyk)
Oleg Siemionowicz Kwasza (ros. Олег Семёнович Кваша; ur. 13 września 1958 w Kłajpedzie, Litewska SRR) – rosyjski muzyk, kompozytor, autor popularnych piosenek, takich jak Zielenogłazoje taksi (Зеленоглазое такси) i Krysołow (Крысолов).

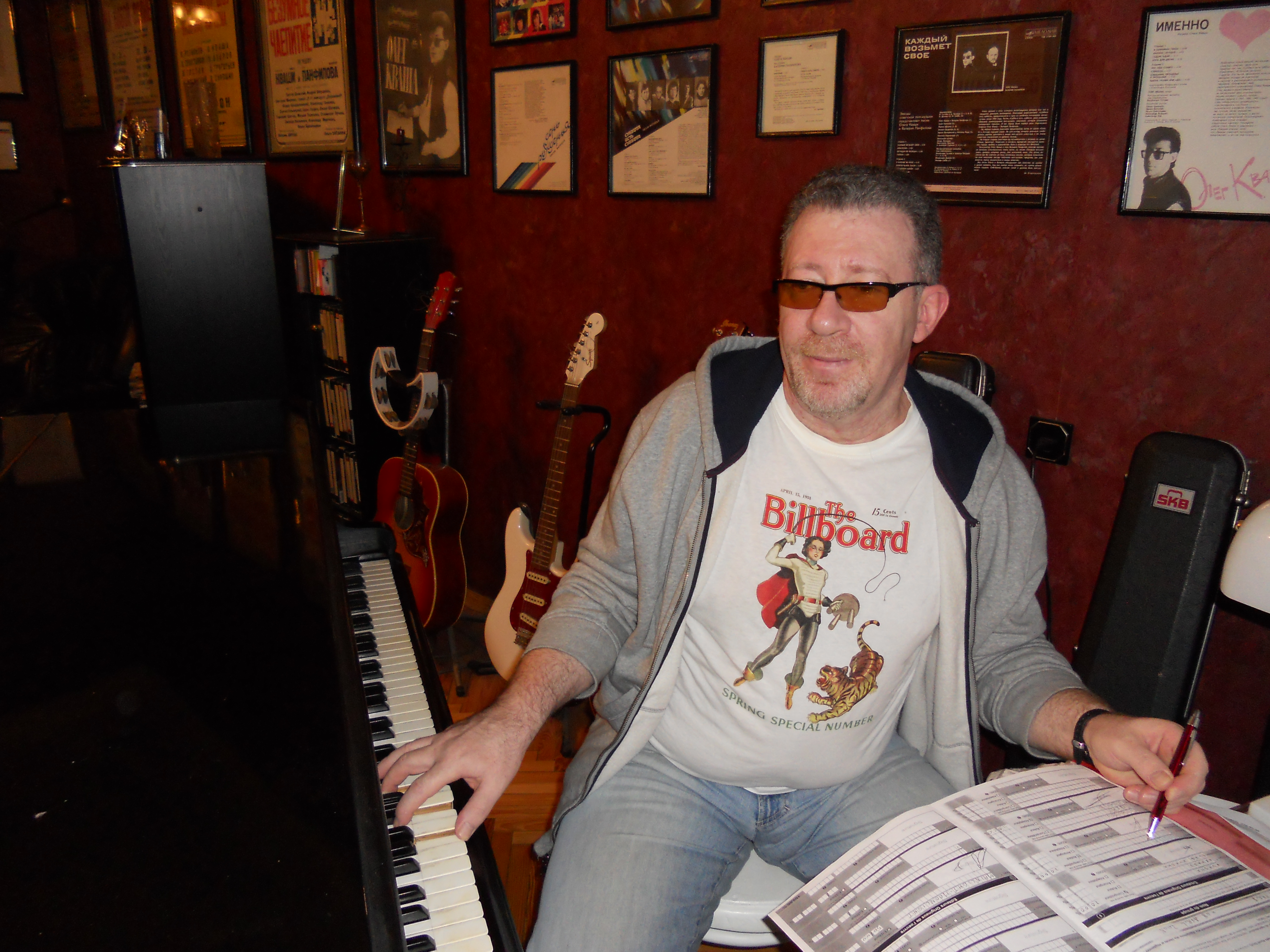
Oleg Kwasza (2011)

Ukończył studia w Litewskim Konserwatorium Państwowym, po czym kilka lat występował w restauracjach i dyskotekach Kłajpedy. W 1982 roku przeprowadził się do Leningradu, gdzie podjął pracę jako nocny stróż w klubie. W tymże roku napisał piosenkę Krysołow, którym zainteresowała się piosenkarka Ałła Pugaczowa. Radzieckim ideologom utwór nie spodobał się. W 1989 roku na Festiwalu Piosenki Radzieckiej w Zielonej Górze Oleg Kwasza i Irina Ponarowska otrzymali Grand-Prix za piosenkę Ja bolsze nie choczu tiebia tieriat' (Я больше не хочу тебя терять). W późniejszych latach wraz z Walerijem Panfiłowem stworzył nieoficjalny hymn Petersburga Sankt-Pietierburg – gordaja biełaja ptica (Санкт-Петербург – гордая белая птица)
Piosenki Kwaszy wykonują tacy piosenkarze, jak: Ałła Pugaczowa, Irina Ponarowska, Łarisa Dolina, Kristina Orbakaitė, Michaił Bojarski, Nikołaj Karaczencow, Anne Veski (estońska piosenkarka), Marina Cchaj, Jurij Ochoczinskij, Siergiej Rogożyn czy Siergiej Pienkin. W 2008 roku remiks utworu Zielenogłazoje taksi wykorzystano w grze Grand Theft Auto IV w stacji Vladivostok FM.
Dwukrotnie, w latach 2000 i 2003, Kwasza otrzymał nagrodę Złoty Gramofon (Золотой граммофон). W 2003 roku został uhonorowany tytułem Kompozytor roku (Композитор года).